# Болемін
Болемін (пол. Bolemin, нім. Blockwinkel) — село в Польщі, у гміні Дещно Ґожовського повіту Любуського воєводства.
Населення — 462 особи (2011).
У 1975-1998 роках село належало до Гожовського воєводства.

## Демографія
Демографічна структура станом на 31 березня 2011 року:
|          | Загалом | Допрацездатний вік | Працездатний вік | Постпрацездатний вік |
| -------- | ------- | ------------------ | ---------------- | -------------------- |
| Чоловіки | 250     | 64                 | 173              | 13                   |
| Жінки    | 212     | 45                 | 133              | 34                   |
| Разом    | 462     | 109                | 306              | 47                   |